# Frederik Vilhelm von Holstein
Frederik Vilhelm (von) Holstein (25. februar 1703 – 15. januar 1767 i Slesvig by) var en dansk amtmand og hofembedsmand, bror til Carl, Georg Frederik og Johan Ludvig Holstein.
Holstein, der var søn af gehejmeråd Johan Georg von Holstein, fødtes 1703. Efter en længere studierejse i Frankrig, Holland og Tyskland udnævntes han 1722 til kammerjunker hos kronprinsesse Sophie Magdalene, og 1730 blev han kammerherre og amtmand i Tønder Amt. 1736 blev han hvid ridder, 1744 gehejmeråd og 1755 gehejmekonferensråd. Holstein døde 1767 i Slesvig.
Han havde 27. august 1737 ægtet Margrethe Hedevig Ahlefeldt (f. o. 1717, død 6. januar 1781 i Slesvig), datter af Jørgen Ahlefeldt til Damp. De fik datteren Christina Friederica von Holstein